# Puzzle Quest Galactrix
Puzzle Quest Galactrix – gra komputerowa produkcji Infinite Interactive, będąca połączeniem gry logicznej Bejeweled z elementami gry fabularnej.
Czas akcji to odległa przyszłość, a cała rozgrywka polega na pokonywaniu przeciwników (w tym złych piratów) i przechodzeniu misji w celu zapewnienia spokoju w kosmosie. Walka odbywa się poprzez przestawianie surowców na heksagonalnej planszy i wykorzystaniu ich do użycia wojennych maszyn.